# 3683 Baumann
3683 Baumann este un asteroid din centura principală, descoperit pe 23 iunie 1987, de Werner Landgraf.